# Vernon Zimmerman
Vernon Zimmerman és un escriptor i director de cinema estatunidenc que va debutar com a director amb el curt de 1962 Lemon Hearts protagonitzat per Taylor Mead. Va col·laborar amb Terrence Malick en el guió del seu debut com a director, la road movie, Deadhead Miles. Zimmerman va escriure i dirigir la pel·lícula debut de Claudia Jennings Unholy Rollers. És més conegut per la seva pel·lícula de terror Fade to Black, un estudi psicològic fosc i desesperat d'un aficionat al cinema hardcore incòmode i alienat que s'exigeix una dura venjança dels seus cruels turmentadors. Zimmerman va rebre una nominació al Premi Saturn com a millor director per la pel·lícula, un predecessor de les paròdies modernes més conegudes del gènere de terror. Vernon també va escriure els guions del western de terror Hex (també conegut com Charmed), la pel·lícula d'explotació Bobbie Jo and the Outlaw, la comèdia/drama de lluita lliure feta per a la televisió Mad Bull, la pel·lícula pilot de televisió fallida Shooting Stars i la comedia de fantasia per a adolescents Teen Witch. L'última pel·lícula de Zimmerman és el curt còmic de sis minuts Chuck and Wally on the Road. Més recentment, Vernon ha estat treballant com a analista de guions. També imparteix cursos d'escriptura de pantalla al programa d'extensió i certificat de la UCLA. Zimmerman també va impartir classes d'escriptura de guions i de direcció d'actors de cinema i televisió a l'Escola de Cinema i Televisió de la USC. Vernon Zimmerman viu a Los Angeles i és membre del Sindicat de Guionistes dels Estats Units i del Sindicat de Directors dels Estats Units.

## Filmografia
- To L.A. with Lust (curt) (1961)
- Lemon Hearts (curt) (1962)
- The College (documental) (1964)
- Deadhead Miles[4] (1972) also writer
- Unholy Rollers (1972) també guionista
- Hex (1973) només guionista
- Bobbie Jo and the Outlaw (1976) només guionista
- Mad Bull (Telefilm) (1977) només guionista
- Fade to Black (1980) també guionista
- Shooting Stars (Telefilm) (1983) només guionista
- Teen Witch (1989) només guionista
- Chuck and Wally on the Road (curt) (1995)